# Linyphia calcarifera
Linyphia calcarifera är en spindelart som först beskrevs av Eugen von Keyserling 1886.  Linyphia calcarifera ingår i släktet Linyphia och familjen täckvävarspindlar. Inga underarter finns listade i Catalogue of Life.